# Burlison, Tennessee
Burlison, Tennessee (енгл. Burlison) град је у америчкој савезној држави Тенеси.

## Демографија
По попису из 2010. године број становника је 425, што је 28 (-6,2%) становника мање него 2000. године.
| Група             | 2000.       | 2010.       |
| Белци             | 449 (99,1%) | 419 (98,6%) |
| Афроамериканци    | 2 (0,4%)    | 0 (0,0%)    |
| Азијати           | 0 (0,0%)    | 0 (0,0%)    |
| Хиспаноамериканци | 0 (0,0%)    | 3 (0,7%)    |
| Укупно            | 453         | 425         |